# Ricky van den Bergh
Ricky van den Bergh (* 17. November 1980 in Den Haag) ist ein niederländischer Fußballspieler. Derzeit steht der Stürmer bei Sparta Rotterdam unter Vertrag.

## Karriere
Van den Bergh begann seine Profikarriere 2002 beim Erstligaabsteiger Sparta Rotterdam. Am Ende der Saison 2004/05 stieg der Klub in die Eredivisie, der höchsten niederländischen Spielklasse, auf. Nach einem weiteren Jahr bei Rotterdam schloss er sich dem RKC Waalwijk an. Nachdem er mit diesen nur Rang siebzehn von achtzehn erspielte, musste der Klub in die Relegation, wo man im Entscheidungsspiel gegen den VVV-Venlo versagte. Zur Folgesaison transferierte van den Bergh schließlich zu Heracles Almelo. Almelo überwies für diesen Transfer 800.000 € nach Waalwijk. Am 4. April 2010 kam es im Ligaspiel gegen Ajax Amsterdam zu einem Kuriosum, als van den Bergh zur 75. Minute ins Tor seiner Mannschaft ging, nachdem die eigentliche Nummer 1 Barry Ditewig Rot erhielt. Zur neuen Spielzeit entwickelte sich der Angreifer unter Trainer John van den Brom zum Ergänzungsspieler. Unzufrieden mit der Situation trennten sich beide Seiten nach nur 1½ Jahren wieder und der Offensivspieler schloss sich zur Winterpause 2010/11 seinem früheren Arbeitgeber Sparta Rotterdam in der Eerste Divisie an.

## Erfolge
- Aufstieg in die Eredivisie mit Sparta Rotterdam: 2005